# 케이프사자
케이프사자(Cape lion)는 남아프리카에 서식하던 사자로 사자들 중에서 몸집이 가장 큰 종으로 추정된다. 러시아의 노보시비르스크 동물원에 마지막으로 사망한 후손들이 살고 있다.

## 같이 보기
- 아시아사자
- 바버리사자
- 판테라 레오 멜라노카이타(Panthera leo melanochaita)